# Henrique I da Boêmia
Henrique VI da Caríntia (em checo: Jindřich Korutanský), circa 1265 – 2 de Abril de 1335) foi rei da Boémia em 1306 e de novo em 1307 até 1310. Foi ainda duque da Caríntia, marquês da Carniola e conde do Tirol de 1310 a 1335.

## Vida
Henrique era filho de Meinardo, duque de Caríntia e de Isabel da Baviera, filha do duque Otão II da Baviera e viúva do Rei Conrado IV da Germânia. Henrique era meio irmão de Conradino da Germânia.
O pai de Henrique legou-lhe os estados da Caríntia e do Tirol. Ele garantiu a sua posição pelo apoio a o seu cunhado, o duque austríaco Alberto I, que derrotou o seu rival Adolfo I de Nassau em 1298, na Batalha de Göllheim e foi eleito Rei dos Romanos no mesmo ano.
Contudo, as tensões com a Casa de Habsburgo aumentaram quando Henrique se casou, em 1306, com Ana da Boémia, filha do rei Venceslau II da Boémia. O último rei Premislida, Venceslau III da Boémia, foi assassinado no mesmo ano. Assim, Henrique foi eleito Rei da Boémia (contra a vontade do rei alemão Alberto I de Habsburgo, que decidiu colocar o seu filho Rodolfo no trono boémio. Os Habsburgos rapidamente cercaram Praga e depuseram Henrique.
Rodolfo, contudo, nunca foi aceite na nobreza boémia e, após a sua morte no ano seguinte, a 4 d Julho de 1307, a Henrique foi-lhe devolvido o trono boémio, a 15 de Agosto. A ameaça da Casa de Habsburgo terminou com o assassínio de Alberto I em 1308. Mas o governo de Henrique não estava estabilizado e o novo rei alemão e futuro imperador, Henrique VII, da Casa de Luxemburgo, também cobiçou a Boémia. Assim, em 1310, casou o seu filho primogénito,  João I da Boémia com Isabel da Boémia, a irmã mais nova do assassinado Venceslau III. Apoiado pelos nobres locais e pelo seu pai, João depôs Henrique pela segunda vez. João foi coroado rei, enquanto que Henrique e Ana foram forçados a retirarem-se para Caríntia.
Henrique conseguiu manter as suas propriedades da Caríntia e Tirol pela reconciliação com a Casa de Habsburgo.  Insistindo no título de "Rei da Boémia" , ele fez parte da eleição de 1314 do rex Romanorum, votando no duque austríaco Frederico o Belo, da Casa de Habsburgo. O seu direito de voto impugnado foi uma das razões do resultado ambíguo, pois João votara em Luís IV de Wittelsbach.
Henrique, mais tarde, ajudou a encontrar uma solução amigável entre os concorrentes.

## Casamento e descendência
Henrique casou três vezes:
Em 1306, ele casou-se pela primeira vez com Ana da Boémia (1290–1313). Não houve descendência.
Em 1313, ele casou-se pela segunda vez com Adelaide de Brunsvique (1285–1320), filha de Henrique I de Brunsvique-Luneburgo. Eles tiveram a seguinte descendência:
1. Adelaide (1317–25 de Maio de 1325).
2. Margarida

Em 1327, ele casou pela terceira e última vez com Beatriz de Saboia (1310–1331), filha de Amadeu V de Saboia. Não houve descendência.
Henrique reconciliou-se também com a Casa de Luxemburgo e em 1330 casou a sua filha Margarida com o filho do rei João da Boémia: João Henrique da Morávia. Desde que se apercebeu que era o último herdeiro masculino da Casa meinardina do Tirol, ele tentou manter as suas posses, mas falhou. Mesmo que o Imperador Luís IV, em 1330, tenha assegurado a sucessão da sua filha, Luís renegou à sua promessa num tratado secreto com a Casa de Habsburgo no mesmo ano. Após a morte de Henrique em 1335, o duque Alberto II da Áustria e o seu irmão Otão I da Áustria conquistaram a Caríntia e a Carniola. A filha de Henrique, Margarida, só conseguiu suceder ao pai no Tirol, mas em 1363, teve de legar a sua terra a Rodolfo IV da Áustria e a Frederico III da Áustria, filhos de Alberto II.